# Музичук Валерій Вікторович
Валерій Вікторович Музичук (нар. 7 жовтня 1950, Пустоха, Ружинський район, Житомирська область, УРСР) — радянський футболіст, воротар.

## Кар'єра гравця
Народився в Житомирській області, проте потім батьки переїхали в місто Рибниця, в Молдавській РСР. Вихованець місцевої ДЮСШ, перший тренер - Ілля Рядко. У 1968 році виступав за «Рибницю» в чемпіонаті Молдавської РСР. Під час військової служби, з 1969 по 1971 рік, був гравцем команди групи радянських військ у Німеччині.
У 1972 році став гравцем команди майстрів - кишинівського «Ністру», в якому виступав протягом трьох сезонів, в основному виконуючи роль запасного воротаря. Дебютував у Вищій лізі чемпіонату СРСР 31 липня 1974 року, у виїзному матчі проти одеського «Чорноморця», вийшовши на заміну замість Володимира Карєва. Усього за «Ністру» в елітному дивізіоні провів 3 гри, пропустив 3 м'ячі. Провівши у Вищій лізі один сезон, молдавська команда з неї вилетіла, а Музичук перейшов у кіровоградську «Зірку»
У складі кіровоградської команди, яка виступала у Другій лізі чемпіонату СРСР, в 1975 році став володарем Кубку УРСР. Перші 2 роки був дублером основного воротаря клубу, Олексія Іонова, але після його відходу став основним голкіпером. У 1978 році прийняв пропозицію від Юрія Захарова й перейшов в команду Вищої ліги - ворошиловградську «Зорю». Провівши за команду 4 гри, Музичук повернувся в «Зірку», за яку виступав до завершення кар'єри. Останній матч провів у 1983 році.

## По завершенні кар'єри
Завершивши виступи, з 1984 по 2001 рік служив в органах МВС СРСР, а пізніше - України. Дослужився до звання полковника й посади заступника начальника Державтоінспекції України в Кіровоградській області. Завершивши службу, протягом майже 14 років працював у фірмі «Формула смаку», а також був головою наглядової ради ВАТ «Кіровоград-автотранс». Паралельно виступав за аматорські та ветеранські футбольні команди зі Знам'янки, Новоукраїнки та Кропивницького. Також був гравцем кіровоградського волейбольного клубу «Ветеран». Протягом 8 років був членом Кіровоградського міськвиконкому, а пізніше - депутатом Кіровоградської обласної ради. З 2015 року - на пенсії.

## Стиль гри
|  | Фізично сильний, рухи м'які й пластичні. Володіє хорошою реакцією. Добре вводить м'яч в гру рукою й ногою. Багато працює над підвищенням технічної майстерності. Чітко керує захисниками, ясна командна мова. Сміливий, рішучий, грі віддається повністю. Спортивна форма стійка. Навантаження переносить легко, тренується багато й якісно |

## Досягнення
- Кубок УРСР
  -  Володар (1): 1975